# بنو (لامرد)
بنو (اشکنان)، روستایی از توابع بخش اشکنان شهرستان لامرد در استان فارس ایران است.

## جمعیت
این روستا در بخش اشکنان قرار دارد و بر اساس سرشماری مرکز آمار ایران در سال ۱۳۸۵، جمعیت آن ۲۳ نفر (۵ خانوار) بوده‌است.